# Simona Borioni
Simona Borioni (Roma, 7 gennaio 1971) è un'attrice italiana.

## Biografia
Esordisce sul grande schermo nel 1993 nel film Graffiante desiderio. Nel 2002 partecipa al film di Tinto Brass Senso '45, assieme a Gabriel Garko e Anna Galiena. Nel 2010 recita in Le ultime 56 ore di Claudio Fragasso, con Gianmarco Tognazzi e Luca Lionello, e in La bella società di Gian Paolo Cugno, con Raoul Bova. Nel 2011 recita in Una notte da paura, diretto dal regista Claudio Fragasso, con Francesco Pannofino e Naike Rivelli e Leonardo Manera.
In TV ha recitato: in due episodi di Distretto di Polizia 3, nella soap opera Vivere, dal 2002 al 2003; nella miniserie televisiva A voce alta nel 2006; nei film per la televisione Due imbroglioni e... mezzo! nel 2007, Dottor Clown nel 2008, e Il mistero del lago nel 2009; e nella miniserie televisiva Due imbroglioni e... mezzo! del 2009, andata in onda nel 2010, seguito del film televisivo omonimo.

## Vita privata
È stata per alcuni anni la compagna di Rosalinda Celentano.

## Filmografia

### Cinema

Simona Borioni in uno scatto di scena sul set di Pierino Stecchino (1992), film mai distribuito nelle sale e tuttora inedito.

- Pierino Stecchino, regia di Claudio Fragasso (1992) – mai distribuito
- Persone perbene, regia di Francesco Laudadio (1992)
- Graffiante desiderio, regia di Sergio Martino (1993)
- Il cielo è sempre più blu, regia di Antonello Grimaldi (1996)
- Memsaab, regia di Gabriele Tanferna (1996)
- Ultimo bersaglio, regia di Andrea Frezza (1996)
- Finalmente soli, regia di Umberto Marino (1997)
- Senso '45, regia di Tinto Brass (2002)
- Le ultime 56 ore, regia di Claudio Fragasso (2010)
- La bella società, regia di Gian Paolo Cugno (2010)
- Una cella in due, regia di Nicola Barnaba (2011)
- Una notte da paura, regia di Claudio Fragasso (2012)
- Il ragioniere della mafia, regia di Federico Rizzo (2013)
- Il camionista, regia di Lucio Gaudino (2016)
- Mare di grano, regia di Fabrizio Guarducci (2018)
- Aspettando la Bardot, regia di Marco Cervelli (2018)

### Televisione
- Nonno Felice – serie TV (1993)
- Distretto di Polizia – serie TV, episodi 3x21-3x22-4x25 (2002-2003)
- Vivere – serie TV (2002-2003)
- Don Matteo – serie TV (2004)
- A voce alta, regia di Vincenzo Verdecchi – miniserie TV (2006)
- Questa è la mia terra – serie TV (2006)
- Due imbroglioni e... mezzo!, regia di Franco Amurri – film TV (2007-2009)
- Dottor Clown, regia di Maurizio Nichetti – film TV (2008)
- Mogli a pezzi, regia di Vincenzo Terracciano, Alessandro Benvenuti – miniserie TV (2008)
- Il mistero del lago, regia di Marco Serafini – film TV (2009)
- Rex – serie TV (2009)
- SMS - Squadra molto speciale, regia di Gianluca Petrazzi – sitcom (2010)
- Un amore e una vendetta, regia di Raffaele Mertes, Daniele Falleri – miniserie TV (2011)
- Le tre rose di Eva 2 – serie TV (2013)
- Un caso di coscienza 5 – serie TV (2013)
- I segreti di Borgo Larici, regia di Alessandro Capone – miniserie TV (2014)
- Solo per amore – serie TV (2015)